# Як-30 (1960)
Як-30 (по классификации НАТО: Magnum) — советский реактивный учебно-тренировочный самолёт. Совершил первый полёт в 1960 году. На следующий год он выиграл конкурс среди лёгких учебно-тренировочных реактивных самолётов для советских ВВС у чехословацкого Aero L-29 Delfin и польского PZL TS-11 Iskra. Но к серийному выпуску приняли всё же L-29 Delfin, поскольку, по одной из версий, его предполагалось строить на авиационных предприятиях Чехословакии, наилучшим образом для этого приспособленных. Этот двухместный цельнометаллический самолёт весьма современной конструкции и высокой манёвренности для тех лет был построен всего в четырёх экземплярах.

## История
В 1957 году ОКБ Яковлева приступило к проектированию двухместного реактивного учебно-тренировочного самолёта первоначального обучения лётчиков, получившего обозначение «Як-104».
В соответствии с постановлением правительства ОКБ Яковлева обязали разработать на базе Як-104 спортивно-пилотажный самолёт с возможностью обратного пилотажа по тактико-техническим требованиям ВВС, согласованным с ЦК ДОСААФ. Проектируемый самолёт должен был летать со скоростью до 600 км/ч, иметь практический потолок 10 000 метров, продолжительность полёта без подвесных баков — 1,5 часа, с подвесными баками — 2,5 часа, разбег/пробег в пределах 500—600 метров и посадочную скорость 140—150 км/ч.
В 1960 году были построены два опытных Як-104 — первый 15 мая (борт «30») и второй — 21 июля (борт «50»). Ведущим конструктором был К. В. Синельщиков, исполняющий обязанности заместителя Генерального конструктора — А. С. Яковлева. В том же году Як-104 переименовали в Як-30.
Обе опытные машины участвовали в заводских испытаниях с 20 мая 1960 года по март 1961 года. Всего было выполнено 82 полёта общей продолжительностью 43 часа 36 минут. Никаких затруднений в эксплуатации самолёта и двигателя не возникало. При обжатии самолёта (разгоне его в пологом пикировании) были достигнуты число М полёта 0,792 и приборная скорость 788 км/ч на высоте 1500 м (индикаторная скорость 803 км/ч). Машина получила положительные оценки по всем пунктам программы.
В заключении лётчиков-испытателей отмечалось, что самолёт лёгок в управлении и устойчив в полёте. Як-30 был чрезвычайно прост технологически и экономичен в эксплуатации, однако Як-30 был принесен в жертву «социалистической интеграции», открыв дорогу Чехословакии на мировой авиационный рынок с самолётом Aero L-29 Delfin, уступавшим по техническим и лётным данным самолёту Як-30.

## Конструкция
Як-30 — классический низкоплан реданной схемы
Фюзеляж — цельнометаллический монокок. В передней части фюзеляжа расположен отсек радиооборудования и гермокабина экипажа. Кабина вентилируемого типа. Экипаж располагался на катапультных креслах, выстреливающихся через остекление фонаря, что позволяло сократить время аварийного покидания самолёта. Для предотвращения одновременного катапультирования лётчиков была установлена блокировка, регулирующая очерёдность покиданная самолёта.
За кабиной экипажа расположен отсек с контейнером мягкого топливного бака. За ним находится отсек с турбореактивным двигателем. В верхней части фюзеляжа имеется съёмный гаргрот, под которым проходят тяга управления рулём высоты и тросовая проводка к рулю направления. Хвостовая часть фюзеляжа — съёмный кок.
Крыло — двухлонжеронное с щелевыми закрылками. На передней кромке крыла, у фюзеляжа, расположены воздухозаборники двигателей. Под центропланом расположен тормозной щиток (воздушный тормоз) для увеличения маневренных возможностей самолёта и упрощения полётов строем.
Хвостовое оперение — свободнонесущее, состоящее из киля с отклоняемым рулём направления и руля высоты со стабилизатором.
Шасси — трёхопорное с одним пневматиком на каждую опору. Передняя стойка убирается вперёд, в фюзеляж, а основные стойки — в крыло, к оси симметрии. Уборка и выпуск шасси осуществляется сжатым воздухом.
Силовая установка — турбореактивный двигатель ТРД РУ19-300 с тягой 900 кгс. Двигатель разрабатывался специально для учебных самолётов, предполагавшим большое число взлётов и посадок.
Пилотажно-навигационное и связное оборудование стандартное.

## Модернизировнный вариант
В 1961 году на базе двухместного Як-30 был создан одноместный спортивно-пилотажный вариант Як-32, Новый самолёт, облегчённый за счёт снятия второй кабины, приобрёл ещё большую маневренность.

## Тактико-технические характеристики

### Технические характеристики
- Экипаж: 2 человека
- Длина: 10,14 м
- Размах крыла: 9,39 м
- Площадь крыла: 14,30 м²
- Масса
  - Пустого: 1514 кг
  - Максимальная взлётная: 2400 кг
- Двигатели: 1 ТРД РУ-19-300
- Тяга: 1 х 900

### Лётные характеристики
- Максимальная скорость: 660 км/ч
- Дальность полёта: 965 км
- Практический потолок: 14000 м